# Stenotarsus ruficollis
Stenotarsus ruficollis là một loài bọ cánh cứng trong họ Endomychidae. Loài này được Strohecker miêu tả khoa học năm 1978.